# Linden (Nouvelle-Zélande)
Linden  est une petite banlieue de la capitale Wellington, de la Nouvelle-Zélande située dans le sud de l’ Île du Nord.

## Éducation
- L’école de « Linden School» est une école primaire, mixte, publique, allant de l’année 1 à 6 [1] avec un effectif de 101 élèves en mars 2020[2]

- L’école de « He Huarahi Tamariki» est une unité de 10 parents[3],[4],[5]

## Transport
La gare de Linden (en) est située sur le trajet de la ligne principale de l’Île du nord ou NIMT (en).